# Acid tranexamic
Axid tranexamic (TXA) là một loại thuốc được sử dụng để điều trị hoặc ngăn ngừa mất máu quá nhiều từ các chấn thương lớn, chảy máu sau sinh, phẫu thuật, nhổ răng, chảy máu cam và kinh nguyệt nặng. Chúng cũng được sử dụng để chữa phù mạch do di truyền. Thuốc được uống hoặc được tiêm vào tĩnh mạch.
Tác dụng phụ là tương đối hiếm gặp. Một số tác dụng phụ có thể kể đến như những thay đổi về thị lực màu, cục máu đông và phản ứng dị ứng. Những bệnh nhân bị bệnh thận được khuyến cáo cần cẩn trọng khi sử dụng thuốc. Acid tranexamic có vẻ an toàn để sử dụng trong giai đoạn mang thai và cho con bú. Acid tranexamic được xếp vào họ thuốc kháng phân giải fibrin.
Acid tranexamic được phát hiện vào năm 1962. Nó nằm trong danh sách các thuốc thiết yếu của Tổ chức Y tế Thế giới, tức là nhóm các loại thuốc hiệu quả và an toàn nhất cần thiết trong một hệ thống y tế. Acid tranexamic có sẵn dưới dạng thuốc gốc. Chi phí bán buôn ở các nước đang phát triển là khoảng 4,38 đến 4,89 USD cho một quá trình điều trị. Tại Hoa Kỳ, một quá trình điều trị có giá từ khoảng 100 đến 200 USD.

## Sử dụng trong y khoa
Axit tranexamic thường được sử dụng trong những chấn thương nghiêm trọng  Tranexamic acid cũng được sử dụng để ngăn ngừa và điều trị mất máu ở nhiều trường hợp, ví dụ trong các thủ thuật răng miệng ở bệnh nhân hemophilia, chảy máu kinh nguyệt nghiệp trong, và trong cả phẫu thuật có nguy cơ chảy máu cao.

### Chấn thương
Tranexamic acid được cho thấy làm giảm nguy cơ tử vong ở những người chảy máu nghiêm trọng sau chấn thương. Nó có lợi tốt nhất khi được sử dụng trong vòng ba giờ đầu sau chảy máu. Tranexamic acid cũng cho thấy khả năng giảm tử vong do bất kì nguyên nhân nào và tử vong do chảy máu. Những nghiên cứu sâu hơn đang đánh giá tác động của tranexamic acid lên tổn thương não đơn độc. Khi được sử dụng trong ba giờ đầu trong chấn thương não, nó cũng giảm nguy cơ tử vong.

### Xuất huyết âm đạo
Tranexamic acid được sử dụng ở những bệnh nhân chảy máu kinh nghiêm trọng (cường kinh). Khi sử dụng bằng đường uống, tranexamic acid vừa hiệu quả và an toàn để điều trị tình trạng chảy máu kinh nghiêm trọng và cải thiện chất lượng cuộc sống. Một nghiên cứu khác cho thấy rằng không cần chỉnh liều tranexamic acid ở trẻ vị thành niên từ 12 đến 15 tuổi.